# Albert Pettersson
Erik Albert Pettersson (ur. 5 maja 1885 w Örebro, zm. 8 marca 1960 w Sztokholmie) – szwedzki sztangista. Brązowy medalista olimpijski z Antwerpii.
Zawody w 1920 były jego jedynymi igrzyskami olimpijskimi. Zajął trzecie miejsce w rywalizacji w wadze średniej (do 75 kg). Wyprzedzili go Francuz Henri Gance i Włoch Pietro Bianchi.